# 范瓦爾肯堡山
范瓦爾肯堡山（英語：Mount Van Valkenburg）是南極洲的山峰，位於瑪麗伯德地，處於伯納姆山以南1.9公里，屬於克拉克山脈的一部分，海拔高度1,165米，由美國研究隊發現，現時由南極條約體系管理。